# Rudolf von Roth
Rudolf von Roth  ou Walter Rudolph Roth,  né le 3 avril 1821 à Stuttgart et mort le 23 juin 1895 à Tübingen, est un philologue indianiste wurtembergeois, spécialiste de l'étude comparative des religions.

## Biographie
Roth a étudié à Tubingen (avec Heinrich Ewald), Berlin et Paris (sous la direction d'Eugène Burnouf) ainsi qu'à Londres, dans la Collection des manuscrits de la Maison des Indes orientales. Ses travaux sur la littérature antique sanskrit sont couronnés par une habilitation à Tübingen en 1845.
En 1848 il obtient le titre de professeur agrégé et il est nommé en 1856 professeur - indianiste - de langues orientales. Bibliothécaire en chef de la Bibliothèque universitaire, il devient, en 1861 membre de l'Académie des sciences de Prusse.
Il fut anobli en 1873 il est considéré comme l'un des fondateurs des études Védiques contemporaines.

## Œuvres
- Pour la littérature et l'histoire du Veda. Trois essais [habilitation]. Stuttgart: Liesching 1846

- par William Dwight Whitney (Eds.): Atharvavedasamhita. Berlin: Duemmler 1856 Édité par Konrad Meisig. Stuttgart: Steiner 1994 (Glasenapp Fondation 36),  (ISBN 3-515-06346-3)